# 麒慶
麒慶（1811年—1869年），原名麟慶，字宝臣，号玉符，辉发那拉氏，内务府正白旗满洲人，清朝政治人物，进士出身。

## 生平
道光辛卯恩科舉人，辛丑恩科進士。由工部主事陞授詹事府春坊庶子 ，同治元年任工部左侍郎，調倉場侍郎；二年，任熱河都統。谥庄敏。著作有《奉使科爾沁行記》、《奉使鄂爾多斯行記》、《麒莊敏詩》一卷、《詞》一卷。

## 家族
麒慶出自著名的内务府世家“延苏家”，族人多在内务府担任要职。
- 始祖蘇巴泰，内务府佐领。輝發那拉氏（輝發納喇氏、輝發地方納喇氏），“正白旗包衣蘇巴泰，原任佐領……曽孫外圗原任主事，蘇巴理原任員外郎”（据《八旗滿洲氏族通譜》卷24）。
- 世祖覺豁托。
- 世祖常保。
- 太高祖蘇博禮（又蘇巴理），原任内务府員外郎。
- 高祖塞勒。妻伊拉里氏。从堂高叔祖蘇楞額，工部尚书。
- 曾祖成文（1729-？），内务府坐办堂郎中、公中佐領、驍騎參領。妻謝氏，鄭氏，金氏。胞兄成善；其子直隸內邱縣知縣那思渾（字輯五，号嘯厓、嘯崖），妻徐氏，妾陸月香（江蘇上元人，诗作载《國朝閨秀正始集》、《青樓詩話》）。
- 祖父延庚（1757-1826），乾隆癸卯举人，浙江台州府知府。嫡妻王氏，继妻尚氏（1762-1817；父内务府正白旗汉军、江寧織造、热河总管尚福海，胞侄女尚佳氏封道光帝之豫嬪）。其：
  - 胞兄延豐，两淮盐政、粤海关监督、热河总管、宝泉局监督，長蘆盐政。
    - 子福珠隆阿，湖北按察使。其女一輝發那拉氏原配嫁奉恩镇國公奕興（胞姊愛新覺羅氏嫁正白旗蒙古、散秩大臣圖伯特氏文煇（父一等義烈公慶祥，祖父武英殿大學士保寧 (大學士)），曾祖恭勤貝勒弘明 (貝勒)）；女二嫁内务府正白旗汉军、河南候补知府李春慶，其子光緒丁丑科進士繼昌；女三嫁正蓝旗满洲覺羅懷勳（父文敏公覺羅長麟）；女四嫁镶红旗宗室純惠，其子盛京、江宁、福州将军宗室崇善（擅画马）。
    - 子福珠靈阿，嘉慶庚申恩科鄉魁，山東萊州府知府。
    - 女輝發那拉氏，嫡福晋嫁怡亲王載垣（父怡恪親王奕勛）。
    - 女輝發那拉氏，嫁镶蓝旗宗室載耀，其子咸豐九年(1859)己未科進士、文慎公宗室福錕。
    - 女輝發那拉氏，嫁正白旗滿洲、嘉慶庚申科舉人、江蘇布政使拜都氏繼昌（胞兄嘉慶己巳恩科進士鍾昌）。

  - 胞兄延隆（字淇园），苏州、江宁织造，粤海关监督，著有《谦益堂诗集》。妻伊爾根覺羅氏（父內務府坐辦堂郎中、钦命粵海關監督佛凝）。其：
    - 子書洛，道光乙酉科鄉魁，廣東雷州府知府；妻费莫氏（胞兄镶红旗满洲、清代小说家文康，父工部侍郎、右翼總兵英綬，祖父武英殿大学士勒保）。
    - 子書治，內務府員外郎兼公中佐領；妻蘇穆察氏。
      - 孙道光癸卯科舉人廷樾（字雅南）。
      - 孙道光十九年（1839）己亥科舉人、湖南永州府知府廷桂（字芳宇，1813-？），著有《仿玉局黄楼诗集》五卷（同治二年进士宛平陳振瀛序，进士王先謙校刊，中有《紅樓夢閒話題詞》三首），为唐刘禹锡辑柳宗元《柳文惠公全集》同治重刊本（1868）序与跋，与内务府正黄旗汉军进士、常德府知府景星 (道光进士)交友。

  - 胞兄延齡，内务府员外郎。
    - 子全福（字介舟），杭州織造兼管新關稅務監督、內務府慎刑司郎中兼公中佐領。
    - 子全佑，署保定府知府。

  - 胞兄延昌，内务府员外郎兼公中佐領。
    - 子富尼雅杭阿，內務府郎中兼公中佐領、杭州织造。
    - 女輝發那拉氏，嫁镶黄旗满洲、四川保寧府知府薩克達氏嵩保（胞弟道光甲辰科進士崇保）。
    - 女輝發那拉氏，再继、三继分别嫁內務府鑲黃旗滿洲、馬蘭鎮總兵兼總管內務府大臣、誠靖公阿哈覺羅氏文謙（父內務府六庫郎中、江南織造、粵海關監督克明額；胞姊阿哈覺羅氏嫁内务府镶黄旗满洲、文勤公完顏氏崇實）。

  - 胞兄延衡，內務府坐辦堂郎中兼公中佐領。
  - 胞兄延陞，圓明園郎中兼公中佐領。
  - 胞兄延英，內務府慶豐司員外郎兼公中佐領、福建汀州府知府。女輝發那拉氏，嫁正藍旗滿洲、廣東惠州府知府赫舍里崇齡（父道光壬辰恩科進士舒興阿，祖父杭州將軍成明），其女赫舍里氏封同治帝之敬懿皇貴妃。
  - 胞兄延崇，內務府員外郎。
  - 胞姊輝發那拉氏封道光帝之和妃。
  - 胞姊輝發那拉氏，嫁嘉慶辛未科二甲進士正红旗宗室奕澤（胞兄嘉庆己卯翻譯進士宗室奕汦，先祖敦郡王允䄉即康熙帝第十子）。
- 父荣安（1779-1834；母王氏），嘉庆甲子举人，通政使司經歷。妻濶達氏（父正黃旗滿洲、靜宜園苑丞中和），側室生母果氏。胞兄：
  - 恭安，圓明園苑副。其子甘肅知州、世袭雲騎尉貞慶。
  - 恆安，圓明園苑丞。
  - 定安，内务府员外郎。其子內務府鑲黃旗滿洲公中佐領椿慶。孙儿續科，妻尚氏（父内务府正白旗漢軍、内务府都虞司員外郎兼镶黄旗公中佐领尚承澤，祖父道光十八年（1838年）戊戌科进士延恒）。
  - 胞姊輝發那拉氏，嫁正藍旗宗室、輔國將軍豫彩（胞兄道光丙戌科進士宗室豫本，胞侄道光戊戌科進士文恭公宗室靈桂）。
- 胞弟雲慶（字郇五），咸豐戊午科舉人、甘肅徽縣知縣。妻张氏（父正藍旗漢軍、京營參領福僧額）。其女一輝發那拉氏，嫁正白旗滿洲、內閣侍讀託濶羅氏英華。女二輝發那拉氏，继配嫁內務府正黃旗滿洲、光緒五年（1879）己卯科舉人葉赫顏札氏毓俊（字赞臣）（胞弟毓廉（字清臣），妻索綽絡氏伯蘭（父镶白旗满洲、道光十八年进士寶鋆）；胞兄山東、山西巡撫毓賢，父道光甲午科舉人、广东知县賡颺，祖父道光丙戌科三甲進士祥紱（榜名祥安），祖母順天府宛平籍韓氏，曾祖乾隆乙卯恩科舉人明秀，高祖南苑郎中兼佐領馬奇），著有《友松吟館詩鈔》；其子閻文灝（辛亥後改姓閻），女葉赫顏札氏嫁蘇鵬超（父內務府正白旗滿洲、光緒癸巳恩科舉人輝發那拉氏續廉）。
- 胞弟同慶。
- 胞姊輝發那拉氏，嫁正紅旗滿洲、廣西思恩府知府費莫氏常奐。
- 妻马佳氏（父内务府正黃旗滿洲、嘉慶戊午科舉人、內務府慎刑司員外郎兼公中佐領麟保，祖父乾隆丁丑科舉人、內務府員外郎德新）。
- 子续廉（字恥庵，號筱泉），光緒癸巳恩科舉人，內務府員外郎，著有《羞園詩錄詞草》；嫡妻为那木都鲁氏（父正藍旗滿洲、湖广总督台湧）[6]。孙蘇鵬超（母側室劉氏），妻葉赫顏札氏（內務府正黃旗滿洲、光緒己卯科舉人葉赫顏札氏毓俊）。两孙女輝發那拉氏。
- 子續魁。